# Томпонски рејон
Томпонски рејон или Томпонски улус (рус. Томпонский район) је један од 34 рејона Републике Јакутије у Руској Федерацији. Налази се на истоку Јакутије и заузима површину од 135 800 км².
Рејон се на сјеверу граничи са Верхојанским, на сјевероистоку са Момским, а на истоку са Ојмјаконски рејоном. На западу је Кобјајски, на југозападу Уст-Алдански и Татински, а на југу Уст-Мајски рејон.
Најзначајнија ријека је Алдан са својим притокама.
Укупан број становника је 14.315 (2010).
Већински народ су Руси и Јакути, а присутни су и Евени, Украјинци, Татари, Чукчи и Евенки.